# Жельцы
Жельцы — деревня в Толмачёвском городском поселении Лужского района Ленинградской области.

## История
Впервые упоминается в Писцовой книге Водской пятины 1500 года, как деревня Желци на реце на Лузе в Никольском Бутковском погосте Новгородского уезда.
Деревня Жильцы обозначена на карте Санкт-Петербургской губернии 1792 года, А. М. Вильбрехта.
Как деревня Жельцы она упоминается на карте Санкт-Петербургской губернии Ф. Ф. Шуберта 1834 года, а близ неё харчевня и усадьба Помещика Сакера.

ЖЕЛЬЦЫ — деревня принадлежит чиновнице 7-го класса Случанской, число жителей по ревизии: 64 м. п., 78 ж. п.; В оной:

а) Господский двор

б) Харчевня (1838 год)

Деревня Жельцы и при ней харчевня отмечены на карте профессора С. С. Куторги 1852 года.

ЖЕЛИЦЫ — деревня госпожи Анненской, по почтовому тракту, число дворов — 10, число душ — 88 м. п. (1856 год)

ЖИЛЬЦЫ — деревня и мызы владельческие при реке Луге, число дворов — 18, число жителей: 59 м. п., 59 ж. п. (1862 год)

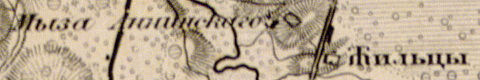
Деревня Жельцы на карте 1863 года

Согласно карте из «Исторического атласа Санкт-Петербургской Губернии» 1863 года деревня называлась Жильцы, близ неё располагалась «мыза Анненского».
В 1864—1867 годах временнообязанные крестьяне деревни выкупили свои земельные наделы у В. Г. Анненской и стали собственниками земли.
Сборник Центрального статистического комитета описывал её так:

ЖЕЛЬЦЫ — деревня бывшая владельческая, дворов — 28, жителей — 167; лавка. (1885 год)

Согласно материалам по статистике народного хозяйства Лужского уезда 1891 года, имение при селении Жильцы площадью 376 десятин принадлежало дворянину А. Я. Прозорову, имение было приобретено частями в 1882 и 1883 годах за 39 700 рублей.
В XIX — начале XX века деревня административно относилась к Перечицкой волости 1-го земского участка 1-го стана Лужского уезда Санкт-Петербургской губернии.
По данным «Памятной книжки Санкт-Петербургской губернии» за 1905 год 1525 десятин земли в деревне Жельцы принадлежали наследникам тайного советника Волкова.
С 1917 по 1923 год деревня находилась в составе Желецкого сельсовета Перечицкой волости Лужского уезда.
С 1923 по 1924 год — Желецкого сельсовета Толмачёвской волости, затем Толмачёвского сельсовета.
По данным 1933 года деревня Жельцы входила в состав Толмачёвского сельсовета Лужского района.
Деревня была освобождена от немецко-фашистских оккупантов 10 февраля 1944 года.
В 1961 году население деревни составляло 337 человек.
По данным 1966, 1973 и 1990 годов деревня Жельцы также входила в состав Толмачёвского сельсовета.
В 1997 году в деревне Жельцы Толмачёвской волости проживали 943 человека, в 2002 году — 840 человек (русские — 94 %).
В 2007 году в деревне Жельцы Толмачёвского ГП проживали 854 человека.

## География
Деревня расположена в центральной части района на автодороге Р23 «Псков» (E 95, Санкт-Петербург — граница с Белоруссией) в месте примыкания к ней автодороги 41К-249 (Жельцы — Торковичи).
Расстояние до административного центра поселения — 2 км.
Расстояние до ближайшей железнодорожной станции Толмачёво — 1,7 км.
Деревня находится на правом берегу реки Луга.

## Демография
| 1838 | 1862 | 1885 | 1961 | 1997 | 2007 | 2010 |
| ---- | ---- | ---- | ---- | ---- | ---- | ---- |
| 142  | ↘124 | ↗167 | ↗337 | ↗943 | ↘854 | ↘792 |
| 2017 |      |      |      |      |      |      |
| ↗869 |      |      |      |      |      |      |

## Улицы
1-я линия, 2-я линия, 3-я линия, 4-я линия, 5-я линия, Вишнёвая, Восточная, Дачная, Загородная, Лесная, Механизаторов, Парковая, Полевая, Садовая, Садовый переулок, Северная, Социалистическая, Толмачёва, Энергетиков

## Садоводства
Преображенское